# ESV Lok 1911 Stralsund
ESV Lok 1911 Stralsund is een Duitse voetbalclub uit Stralsund, Mecklenburg-Voor-Pommeren.

## Geschiedenis
De club werd in 1911 opgericht als Reichtsbahn Turn- und Sportverein Germania Stralsund, kortweg RTSV Stralsund. De club speelde in de competitie van Voor-Pommeren tot deze afgeschaft werd in 1933 en vervangen door de Gauliga Pommern, waarvoor de club zich nooit wist te plaatsen.
Na de Tweede Wereldoorlog werden alle Duitse voetbalclubs ontbonden. De club werd heropgericht en werd BSG Lokomotive Stralsund. Na de Duitse hereniging werd de huidige naam aangenomen. Lok speelt in de lagere reeksen.